# Lontxakovo
Lontxakovo (en rus: Лончаково) és un poble del krai de Khabàrovsk, a Rússia, que el 2019 tenia 498 habitants. Pertany al districte rural de Bikinski.